# Prairiana moneta
Prairiana moneta är en insektsart som beskrevs av Van Duzee 1923. Prairiana moneta ingår i släktet Prairiana och familjen dvärgstritar. Inga underarter finns listade i Catalogue of Life.